# تيري ويلش
تيري ويلش (بالإنجليزية: Terry Welch)‏ (و. 1939 – 1988 م) هو عالم تعمية، وعالم حاسوب، ومهندس أمريكي، توفي عن عمر يناهز 49 عاماً.

## التعليم
تعلم في معهد ماساتشوستس للتكنولوجيا
.